# Jakob von Wernau
Jakob von Wernau († 1533) war ein Offizier der kaiserlichen Armee und wirkte in unterschiedlichen Funktionen an Kriegshandlungen des frühen 16. Jahrhunderts mit. Er stammte aus einer Seitenlinie des schwäbischen Adelsgeschlechts der Herren von Wernau, die seit 1423 auch Ortsherren von Waltenhausen waren. Im Jahre 1533 war er Obervogt in Schorndorf.
Er kämpfte als Leutnant bzw. Hauptmann des Schwäbischen Bundes, war beteiligt als Anführer von Fußtruppen im Krieg 1519 gegen Ulrich von Württemberg und 1523 im Fränkischen Krieg (siehe auch Wandereisen-Holzschnitte von 1523). Als Leutnant unter Georg von Frundsberg nahm er an der Schlacht bei Pavia (1525) teil und im Rang eines kaiserlichen Oberst unter Philipp (Pfalz-Neuburg) führte er das Fußvolk vor Wien (siehe Erste Wiener Türkenbelagerung),

## Kaiserlicher Oberst vor Wien (1529)
Auf ihrer Tagung Ende Juli 1529 beschloss die Reichsdeputation neben Jakob von Wernau als Obersten Hauptmann über die Fußknechte noch den kursächsischen Amtmann Kunz Gotzmann als Kriegsrat und Führer von 2000 Knechten zu bestellen. Jakob von Wernau und Kunz Gotzmann kamen jedoch nicht mehr nach Wien herein und blieben in Krems. Nach dem Abzug der Türken und im Zusammenhang mit einer drohenden Meuterei beauftragte Pfalzgraf Friedrich Wernau und Gotzmann, mit den Knechten zu verhandeln.

## Ortsherr von Waltenhausen
Die Familie von Wernau hatte von 1423 bis 1541 die Herrschaft in Waltenhausen inne. 1541 erwarben die Fugger die Herrschaft von der Witwe Jakobs von Wernau, ab da gehörte Waltenhausen zur Fuggerschen Familienstiftung. Sieben Jahre später entstand an der Stelle des Werdnau’schen Schlosses das Pfründespital Waltenhausen, das im Jahr 1824 bis auf den ehemaligen Zehentstadel (Lindenstraße 8; → siehe auch: Liste der Baudenkmäler in Waltenhausen) abgebrochen wurde.

## Obervogt in Schorndorf
Jakob von Wernau ist nur für das Jahr 1533 als Schorndorfer Obervogt nachweisbar.
Seine Grabplatte die im Boden des Kirchenschiffs der Schorndorfer Stadtkirche „zwischen denn zwayen übersten Pfeilen“  von David Wolleber bezeugt ist trug folgende Inschrift:
Anno · 1533 · den 24. Octobris, Starb der Edel Vnnd Vest, Jacob von Wernow zue Walttenhausen, Keiserlicher Maiestat Raht vnnd Hauptman, Oberuogt zue Schorndorff, dem Gott Gnaad.
Ebenfalls im Langhaus an einem der beiden östlichen Pfeilern war ein Totenschild angebracht.